# Natriumcyanoboorhydride
Natriumcyanoboorhydride (NaBH3CN) is een natriumzout van boor. De stof komt voor als een kleurloos tot wit, hygroscopisch kristallijn poeder, dat langzaam oplosbaar is in water. Dit zout wordt veel gebruikt in de organische synthese bij de chemoselectieve reductie van imines.

## Synthese
Natriumcyanoboorhydride kan bereid worden uit een reactie van diboraan en natriumcyanide:
{\displaystyle {\ce {BH3 + NaCN -> NaBH3CN}}}
Een alternatief is een reactie van natriumboorhydride met kwik(II)cyanide:
{\displaystyle {\ce {2NaBH4 + Hg(CN)2 ->2NaBH3CN + Hg + H2}}}

## Toxicologie en veiligheid
Natriumcyanoboorhydride is een zwakke reductor en reageert met oxiderende stoffen. De stof is ontvlambaar en zeer toxisch.